# Antoni (Czeremisow)
Antoni, imię świeckie Iwan Iwanowicz Czeremisow (ur. 6 listopada 1939 w Ternowce) – rosyjski biskup prawosławny.

## Życiorys
Urodził się w rodzinie robotniczej. W latach 1965–1968 uczył się w seminarium duchownym w Moskwie, zaś w 1972 uzyskał tytuł kandydata nauk teologicznych w Moskiewskiej Akademii Duchownej. W latach 1972–1975 odbywał staż w Instytucie Ekumenicznym w Szwajcarii. Jako student Akademii  był osobistym sekretarzem metropolity krutickiego i kołomieńskiego Juwenaliusza. 7 kwietnia 1971 złożył wieczyste śluby zakonne. 14 kwietnia następnego roku został hierodiakonem, zaś 4 listopada – hieromnichem. Został skierowany do monasteru Świętego Ducha w Wilnie, w którym przebywał po powrocie ze Szwajcarii przez cztery lata, do 1979. W wymienionym roku został proboszczem parafii Zwiastowania w Kownie i dziekanem dekanatu kowieńsko-kłajpedzkiego, z godnością igumena. W latach 1982–1985 przebywał w Tokio, w składzie placówki (podworia) prowadzonej przez Rosyjski Kościół Prawosławny. W roku następnym został przeniesiony do Monasteru Daniłowskiego w Moskwie, gdzie przebywał do 1989, od 1987 jako archimandryta.
22 kwietnia 1989 w soborze Trójcy Świętej w Monasterze Daniłowskim miała miejsce jego chirotonia na biskupa wileńskiego i litewskiego. Po roku przeniesiony do eparchii tobolskiej. 20 lipca tego samego roku wyznaczony na biskupa krasnojarskiego i jenisejskiego. Od 1999 arcybiskup. W tym samym roku, od lipca do grudnia, pełnił obowiązki locum tenens eparchii abakańskiej i kyzyłskiej. W 2011, w związku z podziałem eparchii krasnojarskiej i jenisejskiej na dwie, został biskupem krasnojarskim i aczyńskim.
Jest honorowym obywatelem Krasnojarska.
W lipcu 2011 wezwał lokalne władze miasta do wprowadzenia zakazu, bądź poważnego ograniczenia, reklam o treści erotycznej oraz lokalnych programów telewizyjnych o podobnej tematyce.
W październiku 2011 przeniesiony na katedrę orłowską i liwieńską. W sierpniu 2014, w związku z utworzeniem metropolii orłowskiej, został podniesiony do godności metropolity.
Postanowieniem Świętego Synodu, w 2019 r. przeszedł w stan spoczynku. Na miejsce przebywania hierarchy wyznaczono miasto Orzeł.